# Mike Acland
Michael Edward "Mike" Acland (sinh ngày 4 tháng 6 năm 1935) là một cầu thủ bóng đá người Anh của thập niên 1950. Sinh ra ở Sidcup, ông bắt đầu sự nghiệp chuyên nghiệp với Gillingham nhưng nhanh chóng rơi xuống bóng đá non-league. Anh có 2 lần ra sân ở The Football League. Sau đó ông làm huấn luyện viên của Erith & Belvedere từ 1996 đến 2003.